# ماروشلی
ماروشلی (به انگلیسی: Marushli) یک منطقه مسکونی در جمهوری آذربایجان است که در شهرستان لنکران واقع شده‌است.